# Michel Dorigny
Michel Dorigny (ur. 1616 w Saint-Quentin, zm. 21 lutego 1665 w Paryżu) – francuski malarz i rytownik.

## Życiorys
Studiował w paryskiej Królewskiej Akademii Malarstwa i Rzeźby pod kierunkiem Georgesa Lallemanta i Simona Voueta. W 1648 poślubił córkę Voueta. Był profesorem macierzystej Akademii. Ojciec i nauczyciel malarzy Nicolasa i Louisa Dorigny’ego.